# Jiangxi Open 2024
Jiangxi Open 2024 byl tenisový turnaj na ženském profesionálním okruhu WTA Tour, hraný v Mezinárodním tenisovém centru na dvorcích s tvrdým povrchem DecoTurf. Osmý ročník Jiangxi Open probíhal mezi 28. říjnem a 3. listopadem 2024 v čínské městské prefektuře Ťiou-ťiang, do níž se turnaj přestěhoval z Nan-čchangu.
Turnaj dotovaný 267 082 dolary patřil do kategorie WTA 250. Nejvýše nasazenou singlistkou se – po odhlášení Kuděrmetovové – stala čtyřicátá sedmá tenistka světa Marie Bouzková z Česka. Jako poslední přímá účastnice do dvouhry nastoupila japonská 116. hráčka žebříčku Mai Hontamová. V důsledku invaze Ruska na Ukrajinu na konci února 2022 řídící organizace tenisu ATP, WTA a ITF s grandslamy rozhodly, že ruští a běloruští tenisté mohli dále na okruzích startovat, ale do odvolání nikoli pod vlajkami Ruska a Běloruska.
Druhý singlový titul na WTA Tour, a první na tvrdém povrchu, vybojovala 32letá Švýcarka Viktorija Golubicová. Čtyřhru ovládly Číňanka Kuo Chan-jü s Japonkou Mojukou Učidžimovou, které vyhrály první společnou trofej.

## Rozdělení bodů a finančních odměn

### Rozdělení bodů
| Soutěž  | Soutěž      | vítězové | finalisté | semifinalisté | čtvrtfinalisté | 16 v kole | 32 v kole | Q  | Q2 | Q1 |
| ------- | ----------- | -------- | --------- | ------------- | -------------- | --------- | --------- | -- | -- | -- |
| dvouhra | [ 2 ] [ 7 ] | 250      | 163       | 98            | 54             | 30        | 1         | 18 | 12 | 1  |
| čtyřhra | [ 8 ]       | 250      | 163       | 98            | 54             | 1         | —         | —  | —  | —  |

### Finanční odměny
| Soutěž                                | Soutěž      | vítězové | finalisté | semifinalisté | čtvrtfinalisté | 16 v kole | 32 v kole | Q2      | Q1      |
| ------------------------------------- | ----------- | -------- | --------- | ------------- | -------------- | --------- | --------- | ------- | ------- |
| dvouhra                               | [ 2 ] [ 7 ] | 35 250 $ | 20 830 $  | 11 610 $      | 6 608 $        | 4 350 $   | 3 020 $   | 2 470 $ | 1 870 $ |
| čtyřhra                               | [ 8 ]       | 12 820 $ | 7 210 $   | 4 140 $       | 2 470 $        | 1 900 $   | —         | —       | —       |
| částky ve čtyřhře jsou uvedeny na pár |             |          |           |               |                |           |           |         |         |

## Ženská dvouhra

### Nasazení
| Stát                          | Hráčka                      | WTA | Nasazení |
| ----------------------------- | --------------------------- | --- | -------- |
| Česko                         | Marie Bouzková              | 47. | 1.       |
| Slovensko                     | Rebecca Šramková            | 51. | 2.       |
| Japonsko                      | Mojuka Učidžimová           | 57  | 3        |
| Španělsko                     | Jéssica Bouzasová Maneirová | 60. | 4.       |
|                               | Kamilla Rachimovová         | 61. | 5.       |
| Nizozemsko                    | Arantxa Rusová              | 77. | 6.       |
| Itálie                        | Lucia Bronzettiová          | 84. | 7.       |
| Srbsko                        | Olga Danilovićováová        | 86. | 8.       |
| Maďarsko                      | Anna Bondárová              | 94. | 9.       |
| Žebříček WTA k 21. říjnu 2024 |                             |     |          |

### Jiné formy účasti
Následující hráčky obdržely divokou kartu do hlavní soutěže:
- Čang Šuaj
- Čeng Saj-saj
- Čeng Wu-šuang

Následující hráčka nastoupila pod žebříčkovou ochranou:
- Zarina Dijasová

Následující hráčky postoupily z kvalifikace:
- Liou Fang-čou
- Priska Nugrohová
- Manančaja Savangkaevová
- Jou Siao-ti

Následující hráčka postoupila z kvalifikace jako šťastná poražená:
- Jao Sin-sin

### Odhlášení
před zahájením turnaje
- Irina-Camelia Beguová → nahradila ji  Zarina Dijasová
- Jaqueline Cristianová → nahradila ji  Linda Fruhvirtová
- Olga Danilovićová → nahradila ji  Jao Sin-sin
- Harriet Dartová → nahradila ji  Tamara Korpatschová
- Veronika Kuděrmetovová → nahradila ji  Jana Fettová
- Magda Linetteová → nahradila ji  Arianne Hartonová
- Arina Rodionovová → nahradila ji  Wej S'-ťia
- Katie Volynetsová → nahradila ji  Ella Seidelová
- Wang Ja-fan → nahradila ji  Alexandra Ealaová

## Ženská čtyřhra

### Nasazení
| Stát                                                                         | Hráčka                | Stát             | Hráčka           | WTA  | Nasazení |
| ---------------------------------------------------------------------------- | --------------------- | ---------------- | ---------------- | ---- | -------- |
| Česko                                                                        | Marie Bouzková        | Čína             | Čang Šuaj        | 78.  | 1.       |
| Čína                                                                         | Ťiang Sin-jü          | Čínská Tchaj-pej | Wu Fang-sien     | 96.  | 1.       |
| Itálie                                                                       | Angelica Moratelliová | Česko            | Anna Sisková     | 148. | 3.       |
| Polsko                                                                       | Katarzyna Piterová    | Maďarsko         | Fanny Stollárová | 165. | 4.       |
| Žebříček WTA k 21. říjnu 2024; číslo je součtem umístění obou členek dvojice |                       |                  |                  |      |          |

### Jiné formy účasti
Následující páry nastoupily z pozice náhradníka:
- Feng Šuo /  Wang Mej-ling
- Wang Ťia-čchi /  Čeng Wu-šuang

## Přehled finále

### Ženská dvouhra
- Viktorija Golubicová vs.  Rebecca Šramková, 6–3, 7–5

### Ženská čtyřhra
- Kuo Chan-jü /  Mojuka Učidžimová vs.   Katarzyna Piterová /  Fanny Stollárová, 7–6(7–5), 7–5